# نهر ماجات
نهر ماجات هو نهر في جزيرة لوزون الفلبينية يبلغ طوله الإجمالي 226 كيلومتر (140 ميل) . ينبع من بلدية نويفا فيزكايا في أريتاو، حيث ينضم نهر سانتا في إلى مارانج . إنه أكبر رافد لنهر كاغيان من خلال حجم تصريف المياه، وتقدر مساحة الصرف فيه بـ 5,200 كيلومتر مربع (2,000 ميل2)، ما يقرب من عشرين بالمائة من إجمالي مساحة الصرف لنهر كاجايان.

## الروافد
فيما يلي روافد نهر ماجات بالطول:
- نهر عليميت - 99.4 كـم (61.8 ميل)
- نهر ماتونو - 84.7 كـم (52.6 ميل)
- نهر إيبولاو - 78 كـم (48 ميل)
- نهر توتاو - 61.1 كـم (38.0 ميل)
- نهر سانتا كروز - 54.8 كـم (34.1 ميل)
- نهر بادول - 38.5 كـم (23.9 ميل)
- نهر لاموت - 38 كـم (24 ميل)
- نهر سانتا في - 33.6 كـم (20.9 ميل)
- نهر بيناي - 30.1 كـم (18.7 ميل)
- نهر مارانج - 28.4 كـم (17.6 ميل)
- نهر مانجا - 28.3 كـم (17.6 ميل)
- نهر بالاسيج - 21.4 كـم (13.3 ميل)

## نظام الري المتكامل لنهر ماجات
مشروع نظام الري المتكامل لنهر ماجات، الذي بدأته الإدارة الوطنية للري في الستينيات، هو أحد أكبر مشاريع الري في الفلبين بقدرة توليد الطاقة الكهرومائية . وبلغت تكلفته الإجمالية 500 مليون دولار أمريكي. 
يتكون المشروع من خزان ماجات وثلاثة سدود تحويل وعدد كبير من قنوات الري وثلاث محطات ضخ لتوفير مياه الري لمساحة حوالي 97,400 هكتار (974 كـم2) . وهي تشمل أيضًا محطات الطاقة الكهرومائية ؛ 360 ميجاواط (480,000 حصان) في خزان ماجات، 6,000 كيلوواط (8,000 حصان) في بليجاتان و 2,500 كيلوواط (3,400 حصان) محطات ماجات لتوليد الطاقة الكهرومائية الصغيرة في قناة ماريس الرئيسية.

## أنظر أيضا
- قائمة أنهار الفلبين